# Terminalia glaucescens
Espèce
Synonymes
- Myrobalanus glaucescens (Planch. ex Benth.) Kuntze[1]

Terminalia glaucescens est une espèce de plantes à fleurs de la famille des  Combretaceae et du genre Terminalia. C'est un arbuste présent en Afrique tropicale.

## Description
C'est un arbuste atteignant 10 m de hauteur.

## Distribution
L'espèce est présente en Afrique tropicale, de la Guinée à l'Éthiopie.

## Habitat
On la rencontre dans la savane arborée.